# Lucius Sempronius Atratinus (consul en -444)
Pour les articles homonymes, voir Sempronius Atratinus.
Lucius Sempronius Atratinus est un homme politique romain du Ve siècle av. J.-C., consul en 444 av. J.-C. Il est un des deux premiers censeurs romains en 443 av. J.-C.

## Famille
Il est membre des Sempronii Atratini, branche de la gens Sempronia. Il est le fils d'Aulus Sempronius Atratinus, consul en 497 et 491 av. J.-C. Son nom complet est Lucius Sempronius A.f. Atratinus. Il est le frère d'Aulus Sempronius Atratinus, tribun consulaire en 444 av. J.-C., et le père d'Aulus Sempronius Atratinus, tribun consulaire en 425 av. J.-C.

## Biographie

### Consulat (444)
En 444 av. J.-C. des tribuns militaires à pouvoir consulaire sont élus pour la première fois mais cette élection est rapidement contestée. Après trois mois de mandat seulement, les trois tribuns sont contraints à la démission, leur élection ayant été annulée pour vice de la procédure de prise des augures,.
Selon les auteurs antiques, Titus Quinctius Capitolinus Barbatus est nommé interroi (interrex) et organise de nouvelles élections consulaires cette fois-ci. Les tribuns militaires sont alors remplacés par deux consuls qualifiés de suffecti puisqu'ils prennent un mandat en cours d'année : Lucius Sempronius Atratinus et Lucius Papirius Mugillanus. Mais Tite-Live note que leurs noms n'apparaissent pas chez les premiers annalistes ni dans les registres des magistrats. Ils sont en fait déduits d'une référence de Licinius Macer à propos du traité d'alliance qu'ils auraient renouvelé avec Ardea.

### Censure (443)
En 443 av. J.-C., Lucius Sempronius et Lucius Papirius Mugillanus se voient confier le recensement du peuple que les consuls n'ont pas eu le temps d'effectuer depuis dix-sept ans,. Ils sont donc les premiers censeurs romains, magistrature romaine nouvellement créée afin de libérer les consuls de certaines tâches administratives pour avoir plus de temps pour préparer et mener les campagnes militaires. L'authenticité de cette première censure a été mise en doute par quelques historiens comme Theodor Mommsen. D'autres mettent la création de cette nouvelle magistrature en relation avec l'instauration du tribunat militaire. La gestion de Rome devient plus complexe et davantage de magistrats sont nécessaires.

### Auteurs antiques
- Tite-Live, Histoire romaine, Livre IV, 7-8 sur le site de l'Université de Louvain

### Auteurs modernes
- (en) T. Robert S. Broughton, The Magistrates of the Roman Republic : Volume I, 509 B.C. - 100 B.C., New York, The American Philological Association, coll. « Philological Monographs, number XV, volume I », 1951, 578 p.